# Piet van Zyl (rugby à XV, 1989)
Pour les articles homonymes, voir Piet van Zyl (homonymie) et van Zyl.
Pas d'image ? Cliquez ici

a Compétitions nationales et continentales officielles uniquement.

b Matchs officiels uniquement.
Dernière mise à jour le 25 juillet 2019.
Petrus Erasmus van Zyl, né le 14 septembre 1989, est joueur international sud-africain de rugby à XV qui joue comme demi de mêlée pour le Stade français. 

## Carrière
Van Zyl est né à Pretoria, mais a été formée dans la célèbre école Grey College, à Bloemfontein. Il a fait ses débuts avec les State Cheetahs en 2010 et ses impressionnantes performances en championnat national l'ont vu accéder aux cheetahs pour la saison 2012 de Super Rugby. En 2019, il a joué plus de 50 fois dans toutes les compétitions pour les Cheetahs. 
Le 30 juillet 2013, les Bulls annoncent qu'il les rejoindra après la Currie cup 2013. Il a été inclus dans l'équipe de Super rugby pour la saison 2014 et a fait ses débuts dans une défaite 31–16 contre les Sharks  à Durban. 
En octobre 2017, il annonce qu'il prendrait sa retraite du rugby sud-africain pour retourner dans sa ferme familiale de Vrede, bien qu'il envisagerait un séjour à l'étranger. En décembre, il est annoncé au club anglais des London Irish pour 2018 ce qui a été confirmé par son nouveau club le 4 janvier.
Passé ensuite par le Stade français, où il fait partie des meilleurs joueurs du club lors de la saison 2018-19, il prend néanmoins définitivement sa retraite en 2019, voulant se consacrer au travail dans sa ferme familiale en Afrique du Sud.